# Rāmnagar, Jammu och Kashmir
Rāmnagar är en ort i Indien.   Den ligger i distriktet Udhampur och unionsterritoriet Jammu och Kashmir, i den norra delen av landet, 500 km norr om huvudstaden New Delhi. Rāmnagar ligger 829 meter över havet och antalet invånare är 8 166.
Terrängen runt Rāmnagar är huvudsakligen kuperad, men åt nordost är den bergig. Runt Rāmnagar är det ganska tätbefolkat, med 160 invånare per kvadratkilometer. Det finns inga andra samhällen i närheten. Trakten runt Rāmnagar består till största delen av jordbruksmark.